# آلبینیسم چشمی
آلبینیسم چشمی یا زالی چشم (انگلیسی: Ocular albinism) نوعی آلبینیسم است که برخلاف آلبینیسم جلدی-چشمی، عمدتاً در چشم‌ها به وجود می‌آید. چندین گونهٔ متفاوت از آلبینیسم چشمی وجود دارد که تظاهرات بالینی آن‌ها یکسان است.: 865 
ژن‌های دخیل در این بیماری بر روی کروموزوم ایکس واقع است. وقتی از عبارت «آلبینیسم چشمی اتوزومال مغلوب» (AROA) استفاده می‌شود، مقصود نوع خفیفی از آلبینیسم جلدی-چشمی است و نه آلبینیسم چشمی که وابسته به کروموزوم ایکس است.

## انواع
| نام                                            | OMIM   | ژن         | توصیف |
| آلبینیسم چشمی نوع ۱ (OA1)                      | 300500 | GPR143     | نام دیگرش «سندرم نتلشیپ-فالز» است، شایع‌ترین گونهٔ آلبینیسم چشمی است. OA1 معمولاً با نیستاگموس همراه است. در زنان دیده نمی‌شود، اما در مردان علائم قابل مشاهده ایجاد می‌کند.                                                                      |
| آلبینیسم چشمی نوع ۲ (OA2)                      | 300600 | Cav1.4     | نام دیگرش سندرم فورسیوس-اریکسون یا «بیماری جزایر الند چشم‌ها» است و اغلب در مردان دیده می‌شود، گرچه خانم‌ها حامل ژن آن بوده و گاهی نیز علامت‌دار می‌شوند. این بیماری اغلب در کنار «دو رنگ‌بینی سرخ‌کوری» (نوع خاصی از کوررنگی) و شب‌کوری وجود دارد). |
| آلبینیسم چشمی به‌همراه ناشنوایی حسی-عصبی (OASD) | 300650 | ? (Xp22.3) | همانگونه که از نامش پیداست، با ناشنوایی همراه است. البته احتمال دارد همان OA1 باشد. |